# Skúli Egilsson
Skúli Egilsson (n. 1020) fue un vikingo y goði de Garðar á Akranesi, Borgarfjarðarsýsla en Islandia. Es un personaje de la saga de Gunnlaugs ormstungu, y saga Þórðar hreðu. Algunas fuentes le consideran uno de los más influyentes e importantes caudillos de la Mancomunidad Islandesa.